# 12. октобар
12. октобар (12.10.) је 285. дан у години по грегоријанском календару (286. у преступној години). До краја године има још 80 дана.

## Догађаји
- 1810 — Дан када су се венчали баварски принц Лудвиг и саксонска принцеза Тереза постао је догађај године и временом се претворио у баварске Октобарске свечаности пива и кобасица у Минхену (Октоберфест).
- 1860 — Издат Канун за Лесковац.
- 1897 — У Београд су из Беча пренети посмртни остаци Вука Стефановића Караџића, реформатора српског језика, и сахрањени у порти Саборне цркве.
- 1928 — У дечјој болници у Масачусетсу први пут су на пацијенту оболелом од полиомиелитиса примењена „гвоздена плућа“.
- 1934 — Једанаестогодишњи Петар II Карађорђевић проглашен је краљем Југославије, након што је 9. октобра у атентату у Марсељу убијен његов отац краљ Александар I.
- 1941 — У селу Засавица код Сремске Митровице, нацистички окупатор је стрељао 1057 Јевреја: 56 из Шапца, 800 избеглица из Аустрије и 201 избеглицу из Немачке, Словачке, Пољске и Русије.
- 1942 — У бици на пацифичком острву Гвадалканал Американци су у Другом светском рату поразили Јапанце и зауставили њихово надирање ка Аустралији.
- 1944 — Започела Београдска операција којом је Београд ослобођен од немачких окупатора
- 1960 — Током дебате о колонијализму у Генералној скупштини УН, изнервиран што је велики број посланика у Генералној скупштини спавало, совјетски лидер Никита Хрушчов скинуо је ципелу и треснуо њоме о сто неколико пута.
- 1964 — У орбиту око Земље лансиран је совјетски васионски брод „Васход 1“, прва свемирска летјелица са вишечланом посадом.
- 1968 — Предвођена пуковником Омаром Торихосом Ерером, Национална гарда Панаме оборила је проамеричког председника Арнулфа Аријаса Мадрида.
- 1984 — Током годишње конференције Конзервативне партије у хотелу „Гранд“ у Брајтону, у којем је боравила Маргарет Тачер, британски премијер, експлодирала је бомба коју су подметнули припадници ирске терористичке организације ИРА. Пет људи је погинуло, а 30 је рањено.
- 1992 — У Каиру је погинуло више од 550 људи у земљотресу чији је епицентар био близу великих пирамида у Гизи.
- 1999 — 
  - УН су симболично прогласиле за шестомилијардитог становника Земље бебу рођену у Сарајеву. Мајци новорођеног дечака уручена је сребрна медаља мира УН.
  - Војним ударом власт у Пакистану преузео је генерал Первез Мушараф.
- 2001 —
  - У пожару је изгорела Саборна црква у Нишу, једна од највреднијих у Србији. Грађена је од 1856. до 1872, а пројекат је израдио најпознатији српски архитекта 19. века Андреј Дамјановић.
  - Нобелова награда за мир додељена је Уједињеним нацијама и генералном секретару Кофи Анану.
- 2002 — У бомбашком нападу на ресторан и дискотеку на индонежанском острву Бали, погинуле су 202 особе, углавном страни туристи.
- 2011 — Европска комисија препоручила да се Републици Србији одобри статус кандидата за пријем у Европску унију.
- 2014 — Др Санда Рашковић Ивић избрана за председницу ДСС-а

## Рођења
- 1350 — Дмитриј Донски, руски кнез. (прем. 1389)
- 1537 — Едвард VI Тјудор, енглески краљ. (прем. 1553)
- 1558 — Максимилијан III Аустријски, аустријски надвојвода. (прем. 1618)
- 1798 — Педро I од Бразила, бразилски цар. (прем. 1834)
- 1873 — Надежда Петровић, српска сликарка. (прем. 1915)
- 1875 — Алистер Кроули, енглески окултиста, мистик и астролог. (прем. 1947)
- 1878 — Карл Буреш, аустријски политичар. (прем. 1936)
- 1878 — Тракстун Хер, амерички спортиста. (прем. 1956)
- 1896 — Еуђенио Монтале, италијански песник. (прем. 1981)
- 1921 — Јарослав Дробни, чехословачки спортиста. (прем. 2001)
- 1931 — Оле-Јохан Дал, норвешки научник. (прем. 2002)
- 1935 — Лучано Павароти, италијански оперски певач. (прем. 2007)
- 1938 — Милутин Поповић Захар, српски правник, композитор и виолиниста.
- 1943 — Лин Шеј, америчка глумица.
- 1944 — Драгутин Чермак, српски кошаркаш. (прем. 2021)
- 1949 — Илич Рамирез Санчез, венецуелански терориста.
- 1955 — Анте Готовина, хрватски генерал.
- 1962 — Бранко Црвенковски, македонски политичар.
- 1963 — Дејв Леџено, енглески глумац и борац мешовитих борилачких вештина. (прем. 2014)
- 1967 — Ли Мен, српски музичар.
- 1968 — Хју Џекман, аустралијски глумац, певач и филмски продуцент.
- 1973 — Ивана Станковић, српски модел.
- 1974 — Стивен Ли, енглески играч снукера.
- 1974 — Арон Лоув, канадски уметнички клизач.
- 1977 — Боди Милер, амерички алпски скијаш.
- 1978 — Марко Јарић, српски кошаркаш.
- 1979 — Стив Бортвик, енглески рагбиста.
- 1981 — Конрад Смит, новозеландски рагбиста.
- 1981 — Диор Фишер, америчко-израелски кошаркаш.
- 1981 — Сајси Ем-Си, српска хип хоп музичарка.
- 1986 — Јанис Манијатис, грчки фудбалер.
- 1988 — Сем Вајтлок, новозеландски рагбиста.
- 1989 — Марко Ивковић, навијач Црвене звезде који је трагично изгубио живот у Истанбулу, уочи утакмице кошаркашке Евролиге. (прем. 2014)
- 1992 — Џош Хачерсон, амерички глумац и продуцент.
- 1994 — Оливија Смолига, америчка пливачица.
- 1997 — Никола Миленковић, српски фудбалер.

## Смрти
- 322. п. н. е. — Демостен, говорник у античкој Грчкој. (рођ. 384. п. н. е.)
- 683 — Папа Хонорије I.
- 642 — Папа Јован IV.
- 1095 — Леополд II, маркгроф Аустрије. (рођ. 1050)
- 1320 — Михајло IX Палеолог, византијски цар. (рођ. 1277)
- 1492 — Пјеро дела Франческа, италијански сликар. (рођ. 1415)
- 1576 — Максимилијан II, цар Светог римског царства. (рођ. 1527)
- 1730 — Фредерик IV Дански, краљ Данске и Норвешке. (рођ. 1671)
- 1777 — Александар Сумароков, руски песник и драматург, творац класичног позоришта у Русији. (рођ. 1717)
- 1858 — Хирошиге, јапански сликар. (рођ. 1797)
- 1870 — Роберт Ли, амерички генерал. (рођ. 1807)
- 1909 — Франсеск Ферер, каталонски слободарски педагог и оснивач покрета модерних школа. (рођ. 1859)
- 1915 — Лазар Пачу, лекар и политичар, министар финансија. (рођ. 1855)
- 1924 — Анатол Франс, француски писац. (рођ. 1844)
- 1942 — Аритомо Гото је био вице-адмирал јапанске царске морнарице током Другог светског рата. (рођ. 1888)
- 1965 — Паул Херман Милер, швајцарски биохемичар. (рођ. 1899)
- 1967 — Раменохар Лохија, индијски политичар. (рођ. 1910)
- 1969 — Соња Хени, норвешка клизачица. (рођ. 1912)
- 1987 — Фахри Корутурк, турски официр и политичар. (рођ. 1903)
- 1990 — Рифат Махџуб, председник египатског парламента. (рођ. 1926)
- 1996 — Рене Лакост, француски тенисер. (рођ. 1904).
- 1996 —Роже Лапебје, француски бициклиста. (рођ. 1911)
- 1998 — Метју Шепард, амерички студент, чије је убиство покренуло пооштравање казни за злочине из мржње. (рођ. 1976)
- 1999 — Вилт Чејмберлен, бивши амерички кошаркаш. (рођ. 1936)
- 2011 — Денис Ричи, амерички научник, творац програмског језика C. (рођ. 1941)
- 2015 — Џоун Лесли, америчка глумица. (рођ. 1925)

## Празници и дани сећања
- 1492 — Шпански морепловац Кристифор Колумбо први пут је ступио на тло Новог света. Након 33 дана пловидбе од Канарских острва, његова посада искрцала се на Бахамска острва, са уверењем да су стигли у Азију.
- 1518 — Немачки верски реформатор Мартин Лутер, оптужен за јерес, одбио је да се одрекне својих теза пред папским изаслаником кардиналом Томазом Кајетаном. Дубоко погођен трговином индулгенцијама (папски опрост) Лутер је 1517. на врата цркве у Витенбергу окачио својих 95 теза о преуређењу католичке цркве и позвао на јавну расправу. Тај догађај сматра се почетком реформације.
- 1811 — Парагвај је прогласио независност од Шпаније и Аргентине.
- 1822 — Бразил је стекао независност од Португалије.
- 1918 — Уз звуке композиције „Марш на Дрину“ у ослобођени Ниш у Првом светском рату умарширала је Дринска дивизија српске војске.
- 1968 — Афричка држава Екваторијална Гвинеја стекла је независност после 190 година шпанске колонијалне управе.